# Bayside (Virginia)
Bayside es un lugar designado por el censo del condado de Accomack, Virginia (Estados Unidos). Según el censo de 2020, tiene una población de 107 habitantes.
En los Estados Unidos, un lugar designado por el censo (traducción literal de la frase en inglés census-designated place, CDP) es una concentración de población identificada por la Oficina del Censo exclusivamente para fines estadísticos.

## Demografía
| Raza                   | Núm. | Porc.   |
| ---------------------- | ---- | ------- |
| Afroamericanos         | 83   | 77.57%  |
| Blancos                | 9    | 8.41%   |
| Amerindios             | 4    | 3.74%   |
| De una mezcla de razas | 11   | 10.28%  |
| Total                  | 107  | 100.00% |

Del total de la población, el 2.80% son hispanos o latinos de cualquier raza.

### Censo de 2010
Según el censo de 2010, en ese momento el 95% de los habitantes eran afroamericanos, el 4.2% eran blancos y el 0.8% era de otra raza. Del total de la población, el 0.8% era hispano o latino.